# Epsilon
Epsilon (Ε; ε) è la quinta lettera dell'alfabeto greco. È una delle sette vocali, e, contrariamente alla lettera η, la sua quantità vocalica è sempre breve.
Nel sistema numerico greco, epsilon corrisponde al segno usato per il numero 5.
La lettera deriva dal fenicio , e dà origine alle lettere latina E e cirillica Е, entrambe con la medesima forma sia in maiuscolo che in minuscolo.
Il nome ἒ ψιλόν, cioè "e semplice", come anche ypsilon, è una creazione dei grammatici bizantini: dal momento che, in quel periodo, il dittongo αι già si pronunciava /ɛ/-/e/, ed era cioè omofono di epsilon, si rese necessario specificare che si trattava di una "e semplice", non composta da altre lettere. In epoca classica il suo nome era εἶ /e:/.
Sidney Allen, nel suo Vox Graeca, sostiene che l'ipotesi della pronuncia sempre chiusa /e/ di questa lettera in epoca classica sia probabilmente un malinteso, e che la corretta pronuncia dovesse invece essere aperta /ɛ/, ma pur sempre di quantità breve.
Il nome può essere accentato:
- secondo l'originale greco epsilòn, pronuncia desueta in italiano;
- alla latina (applicando la legge della penultima) epsìlon, in italiano adottata di recente nell'uso colto;
- con accento sulla terz'ultima èpsilon, pronuncia in italiano di gran lunga dominante, derivante probabilmente dal greco quattro-cinquecentesco e presente anche in greco moderno: έψιλον.[1]

## Gli usi

### In fonetica
- [ɛ] (simile alla lettera greca ε, ma con diversa codifica Unicode) è il simbolo usato nell'alfabeto fonetico internazionale per indicare una vocale anteriore semiaperta non arrotondata.

### In matematica
- Si usa epsilon, per indicare una quantità che può assumere valori molto piccoli (per ogni epsilon piccolo a piacere).
- Nel sistema numerico duodecimale, il numero 11 si chiama El ed il suo simbolo riprende una epsilon minuscola (ε).
- In statistica rappresenta i termini di errore

### In fisica
- In fisica la lettera epsilon è impiegata per indicare la permittività elettrica.
- È utilizzata inoltre per indicare la deformazione unitaria longitudinale o coefficiente di deformazione elastico di un elemento soggetto ad una sollecitazione assiale (vedi legge di Hooke e modulo di elasticità).
- Infine può anche assumere il significato di "eventualità" per il valore medio in ambito vettoriale su uno spazio prehilbertiano con un tempo uguale al quadrato dell'azione.
- È utilizzata per indicare l'emissività termica di un corpo

### In chimica
- Si usa per indicare l'assorbività molare nella legge di Lambert-Beer.

### In aerotecnica
- In aerotecnica, si usa la lettera epsilon per indicare la densità relativa {\displaystyle \left({\frac {\rho }{\rho _{0}}}\right)} dell'aria presente nell'atmosfera.